# Cançó del timbaler
La Cançó del timbaler, o El petit timbaler, és la versió catalana de la nadala The Little Drummer Boy. La cançó original, en anglès, va ser obra de Katherine K. Davis tant en la lletra com en la música. La seva adaptació catalana, harmonitzada per a coral, va ser feta de Manuel Oltra i Ferrer l'any 1966 -o abans-.

## Història
La composició original (lletra i música) de Davis s'anomenava Carol of the Drum (=Nadala del tambor), es basava aparentment en una nadala popular txeca i aparegué el 1941. En l'any 1957, Henry Onorati arranjà la cançó per a gravar-la amb els Jack Halloran Singers (Dot Records), però l'edició no aparegué a temps per a la campanya nadalenca. A l'any següent, Harry Simeone li va canviar el títol i en va fer un nou arranjament per enregistrar-la amb la Harry Simeone Chorale; es publicà en format de disc de 17 cm i posteriorment en el disc de llarga durada Sing We Now of Christmas (20th Fox Records), que va ser un èxit immediat. Més endavant, en el 1963, la companyia editora, ara 20th Century Fox Records, reedità aquest darrer àlbum amb el títol The Little Drummer Boy: A Christmas Festival, a causa que el senzill no havia deixat de vendre's en els anys transcorreguts. La funda de l'LP, possiblement amb voluntat confusionària, indicava Versió Original. Posteriorment (anys 80), l'àlbum del 1963 aparegué en Disc compacte a Casablanca Records, però ja sense la menció de versió original.

## La versió catalana
En la seva versió en català la cançó va ser gravada diverses vegades en el trienni 66-68: per la nounada "Coral de Cambra del Gran Teatre del Liceu", per la Coral Infantil "La Trepa" dirigida per Elisard Sala, pel conjunt Els de la Torre cantant en català -majoritàriament ho feien en castellà-, pels cantants pop Eliseu del Toro i Franciska i per l'Orfeó Gracienc dirigit per Antoni Pérez i Simó. En alguna d'aquestes versions s'indica que l'arranjament és del mestre Oltra i l'adaptació és de "M.Clavero", el compositor Manuel López-Quiroga Clavero, fill de Manuel López-Quiroga Miquel (el Quiroga de Quintero, León i Quiroga, famosos coautors de cuplets i coples). Posteriorment s'han fet moltes altres edicions d'aquesta versió, que figura en el repertori de moltes corals, de vegades en harmonització de Lluís Farreny.
Lletra versionada al català per Héctor Saez i Ortuño:
El camí que ens porta cap a Betlem
Va fins a la vall que un jorn la neu va cobrir
Els pastorets volen saber del seu rei
En els seus vells sarrons li porten regals
Rampatam pam, Rampatam pam
Ha nascut en el portal de Betlem
Nostre senyor

Jo voldria postrar a tons peus
Algun present que a tu t'agradi senyor
Però bé ja saps que jo soc pobre també
I només posseeixo aquest vell timbal
Rampatam pam, rampatam pam
En el teu honor jo aquí tocaré
Amb el tambor

El camí que porta cap a Betlem
Jo el vaig marcant amb el meu vell tambor
Res hi ha millor que jo et pugui oferir
El seu ronc so_és un cant d'amor i amistat
Rampatam pam, rampatam pam
Quan Jesús somrigué al veure'm tocar
Tocà el meu cor.

## Argument
La lletra conta la història apòcrifa d'un nen pobre que, no tenint cap obsequi per a Jesús nadó, li toca el timbal amb l'aprovació de la Mare de Déu. Miraculosament, el nadó -que representa que només té unes hores- el correspon amb un somriure. Aquesta història té un cert paral·lel amb la llegenda del segle dotze que Anatole France explica en Le Jongleur de Notre-Dame (El joglar de la Mare de Déu), i que Jules Massenet convertí en òpera en el 1902. En la llegenda, però, el joglar fa la interpretació per a una estàtua de la Verge, i aquesta li somriu o li llença una rosa (o les dues coses alhora, com en el telefilm del 1974 The Juggler of Notre Dame).

## Variacions i interpretacions per altres artistes
En tractar-se d'una cançó molt popular, se n'han fet centenars de versions diverses en molts idiomes. La cançó ha estat interpretada per orquestres clàssiques, corals, rapers, grups de rock i altres.
- La Família Trapp, la història de la qual inspirà Richard Rodgers i Oscar Hammerstein pel musical Somriures i llàgrimes, va gravar el 1955 una versió amb la mateixa melodia original i amb un petit canvi en la lletra.
- 1964, Marlene Dietrich grava una versió en alemany ("Der Trommelmann").
- 1965, Nana Mouskouri gravà la versió francesa ("L'enfant au tambour"). El cantant Raphael la gravà en castellà en un disc de 17 cm de nadales, amb el títol El pequeño tamborilero.
- 1967, aparició de diverses gravacions en català (vegeu l'apartat Versió catalana); i també en castellà, en l'adaptació de M.Clavero: la coral infantil "La Trepa" i Los de la Torre (que també la feren en català), les Monjitas del Jeep i Luisita Tenor amb Francisco Heredero.
- 1977, apareix una de les versions més populars, la que Bing Crosby i David Bowie van fer per un especial nadalenc del xou de Bing Crosby Peace on Earth. Aquesta s'ha reemès periòdicament al llarg dels anys.
- Little Drummer Boy / "6 Years of Boney M. Hits (Boney M. on 45)" és un senzill del conjunt musical alemany Boney M, del seu disc del 1981 Christmas Album'. "Little Drummer Boy" - la darrera cançó amb el ballarí Bobby Farrell - assolí el lloc 20è en les llistes alemanyes de més venuts. La cara B, un pupurri a l'estil Stars on 45 d'èxits de Boney M., es publicà a Espanya en solitari en el 1982 i esdevingué un dels deu discos més venuts.
- 2003, Whitney Houston i la seva filla van cantar plegades la nadala en l'àlbum "One Wish: The Holiday Album"
- 2008, diverses interpretacions per Barack Obama es publiquen en el YouTube (A Barack Obama Christmas Carol i Barack Obama i The Little Drummer Boy)
- Litli Trommuleikarinn és el títol de la versió islandesa.

## Enregistraments en català
- El petit timbaler, El cant dels ocells, Ha nascut Jesús, La Navidad de los niños, EP interpretat per la Coral de Cambra del Gran Teatre del Liceu, dirigida per Lorenzo Declunia (Barcelona: Discosol, 1966)
- Franciska: La cançó del timbaler, Cascabells-Cascabells, Navidades blancs, Santa Nit, EP interpretat per Franciska, Francisca del Toro (Barcelona: Polydor, 1966. Ref. 332FEP)
- Bon Nadal EP: El petit tamborilet i Blanc Nadal (White Christmas), interpretat per Eliseu del Toro. Sana Nit i Cascabels de Noel (Jingle Bells), interpretat per Renata. (Madrid: Marfer, 1966. Ref. M-656)
- Cançons de Nadal, EP interpretat pel conjunt Els de la Torre (Barcelona: Vergara, 1967. Ref. 14011-C)
- Un Nadal català. Vol. 2 EP interpretat per la Coral Infantil "La Trepa" dirigida per Elisard Sala (Madrid: Marfer, 1967). La cançó del timbaler, adaptació de M.Clavero (Manuel López-Quiroga Clavero)
- Sardanes per a Cor i Cobla, cançons noves i tradicionals, LP interpretat per l'Orfeó Gracienc dirigit per Antoni Pérez i Simó (Barcelona: Vergara, 1968. Ref. 7076-SV). La cançó del timbaler, adaptació de Manuel Oltra
- Nadal blanc, LP interpretat per la Coral Infantil "La Trepa" dirigida per Elisard Sala (Madrid: Gramusic, 1973. Ref. GM-255). La cançó del timbaler, adaptació de M.Clavero
- Snoopy's Christmas: Classiks on toys, CD (Barcelona: Discmedi, 1977). El petit timbaler, adaptació de Jordi Bastard i Guilera